# A Lyga 2004
La A Lyga 2004 fue la decimoquinta edición del torneo de Fútbol más importante de Lituania que se jugó del 18 de abril al 7 de noviembre y que contó con la participación de 8 equipos.
El FBK Kaunas gana su sexto título de manera consecutiva.

## Clasificación
| Pos. | Equipo         | Pts. | PJ | G  | E | P  | GF | GC | Dif. | Clasificación                                 |
| ---- | -------------- | ---- | -- | -- | - | -- | -- | -- | ---- | --------------------------------------------- |
| 1    | FBK Kaunas (C) | 65   | 28 | 20 | 5 | 3  | 49 | 19 | +30  | Primera Ronda Clasificatoria Champions League |
| 2    | Ekranas        | 62   | 28 | 20 | 2 | 6  | 59 | 22 | +37  | Primera Ronda Clasificatoria UEFA Cup         |
| 3    | Atlantas       | 50   | 28 | 15 | 5 | 8  | 36 | 29 | +7   | Primera Ronda Clasificatoria UEFA Cup         |
| 4    | Žalgiris       | 37   | 28 | 10 | 7 | 11 | 32 | 38 | −6   | Primera Ronda Intertoto Cup                   |
| 5    | Vėtra          | 35   | 28 | 9  | 8 | 11 | 29 | 33 | −4   | Primera Ronda Intertoto Cup                   |
| 6    | Šilutė         | 25   | 28 | 6  | 7 | 15 | 34 | 44 | −10  |                                               |
| 7    | Sūduva         | 22   | 28 | 5  | 7 | 16 | 31 | 55 | −24  |                                               |
| 8    | Vilnius        | 17   | 28 | 4  | 5 | 19 | 19 | 49 | −30  |                                               |

 Fuente: RSSSF.com

## Resultados
| Local \ Visitante | ATL | EKR | FBK | SŪD | ŠIL | VĖT | VIL | ŽAL |
| ----------------- | --- | --- | --- | --- | --- | --- | --- | --- |
| Atlantas          |     | 2–1 | 0–1 | 2–1 | 2–0 | 2–0 | 0–1 | 1–0 |
| Ekranas           | 1–0 |     | 1–0 | 5–0 | 0–1 | 2–2 | 3–0 | 4–0 |
| FBK Kaunas        | 0–0 | 0–2 |     | 3–0 | 2–1 | 1–1 | 1–0 | 1–0 |
| Sūduva            | 1–1 | 1–2 | 1–2 |     | 2–6 | 0–1 | 2–0 | 1–3 |
| Šilutė            | 0–1 | 0–1 | 2–2 | 1–1 |     | 0–1 | 0–3 | 1–4 |
| Vėtra             | 1–1 | 1–3 | 1–2 | 1–1 | 1–1 |     | 2–0 | 0–0 |
| Vilnius           | 0–1 | 0–4 | 0–1 | 4–1 | 0–4 | 0–2 |     | 0–2 |
| Žalgiris          | 0–0 | 3–1 | 0–0 | 3–1 | 1–0 | 0–0 | 0–0 |     |

| Local \ Visitante | ATL | EKR | FBK | SŪD | ŠIL | VĖT | VIL | ŽAL |
| ----------------- | --- | --- | --- | --- | --- | --- | --- | --- |
| Atlantas          |     | 1–0 | 1–2 | 0–1 | 5–3 | 2–1 | 3–2 | 1–0 |
| Ekranas           | 3–0 |     | 0–2 | 4–3 | 1–0 | 2–0 | 4–1 | 3–1 |
| FBK Kaunas        | 5–1 | 0–3 |     | 1–1 | 2–1 | 1–0 | 2–0 | 3–0 |
| Sūduva            | 0–1 | 1–2 | 2–3 |     | 3–1 | 2–1 | 0–2 | 0–3 |
| Šilutė            | 1–1 | 2–1 | 0–4 | 1–1 |     | 0–1 | 1–1 | 4–0 |
| Vėtra             | 4–0 | 0–3 | 0–2 | 1–1 | 0–1 |     | 2–1 | 0–3 |
| Vilnius           | 0–4 | 0–0 | 0–1 | 0–2 | 1–1 | 1–3 |     | 1–2 |
| Žalgiris          | 0–3 | 1–3 | 1–5 | 1–1 | 2–1 | 1–2 | 1–1 |     |